# ケイエムシネマ企画
株式会社ケイエムシネマ企画は、東京都新宿区にある芸能プロダクション。1991年設立。
所属する役者やタレントのマネージメント及びキャスティングの他、舞台演劇やライブの企画制作も業務としている。

## 所属タレント・役者
※五十音順（2021年7月現在）

### 男性
- 相澤大翔
- 青木一平
- 荒木誠
- 池田政典
- 伊住聰志
- 岩手太郎
- 上島信彦
- 植木紀世彦
- 佑々木優
- 遠藤たつお
- 大橋かずまさ
- 緒口幸信
- 日下部千太郎
- 国枝量平
- 小平伸一郎
- 境浩一朗
- 篠原さとし
- 高久慶太郎
- 高松克弥
- 竹之内啓喜
- 竹良光
- 田野良樹
- たれやなぎ
- 津村和幸
- 内藤トモヤ
- 中川ひろあき
- 錦織大輔
- 福原和
- 藤田啓介
- 松田ジロウ
- 三島ゆたか
- 水間貴弘
- 宮沢大地
- 馬上亮
- 森永徹
- 矢嶋俊作
- 和田サトシ

### 女性
- 今本洋子
- 太田美恵
- 長田涼子
- カナキティ
- 金沢きくこ
- 奏谷ひろみ
- 金子ゆい
- 小林こずえ
- 関口茉鈴
- 佐野啓子
- 櫻井れい
- 澤山薫
- 角南範子
- 高田衿奈
- 滝沢恵
- 堤千穂
- 土井きよ美
- 得田舞美
- 仁科咲姫
- 春陽エマ
- 深澤しほ
- 細田喜子
- 松野果音
- 見方あゆ実
- 宮咲久美子
- 宮﨑順子
- 百瀬あのん
- 吉澤実里